# Mansigné
Mansigné település Franciaországban, Sarthe megyében. Lakosainak száma 1550 fő (2022. január 1.). Mansigné Requeil, Coulongé, Luché-Pringé, Oizé, Pontvallain és Saint-Jean-de-la-Motte községekkel határos.

## Népesség
A település népességének változása:
| Lakosok száma | 1603 | 1594 | 1602 | 1553 | 1554 | 1544 | 1541 | 1546 | 1550 |
|               | 2013 | 2015 | 2016 | 2017 | 2018 | 2019 | 2020 | 2021 | 2022 |